# Coccinia senensis
Coccinia senensis là một loài thực vật có hoa trong họ Cucurbitaceae. Loài này được (Klotzsch) Cogn. mô tả khoa học đầu tiên năm 1881.